# 名電岐阜駅
もしかして
- 名鉄岐阜駅

ではありませんか？